# Maison de Médicis
« Médicis » redirige ici. Pour les autres significations, voir Médicis (homonymie).
La maison de Médicis, en italien casata dei Medici, est une famille patricienne apparue, au XIIe siècle, au sein de la république de Florence, et qui devient, au XVIe siècle, la famille régnant sur le grand-duché de Toscane. Elle s'éteint en ligne directe avec la mort du duc Jean-Gaston de Médicis en 1737.
À l'origine exploitants agricoles, puis négociants et banquiers fortement impliqués dans l'industrie et le commerce de la laine, les Médicis, dont les activités s'étendent à toute l'Europe occidentale (Bruges, Londres, Lyon, etc.), sont dès le XIVe siècle une des familles les plus riches et les plus influentes de Florence.
Au XVe siècle, ils deviennent la famille dirigeante de la république, malgré des oppositions parfois violentes (conjuration des Pazzi en 1478, prise du pouvoir par Savonarole de 1494 à 1498). Ils jouent aussi un rôle considérable dans les débuts de la Renaissance italienne, le Quattrocento. Au XVIe siècle, ils transforment la république de Florence en une monarchie, le duché puis grand-duché de Toscane, dont ils détiennent le trône pendant deux siècles.
Parmi les Médicis les plus connus, on trouve trois papes et deux reines de France, Catherine de Médicis (1519-1589), épouse de Henri II, et Marie de Médicis (1575-1642), épouse de Henri IV et ascendante de tous les membres actuels de la maison de Bourbon.
La branche grand-ducale s'éteint en 1737 en ligne masculine et en 1743 en ligne féminine. La maison de Médicis subsiste encore aujourd'hui par sa branche d’Ottajano (en).
L'histoire de cette famille a inspiré des œuvres littéraires (Lorenzaccio d'Alfred de Musset, 1834) ou audiovisuelles (série Les Médicis : Maîtres de Florence, 2016-2019).

## Histoire

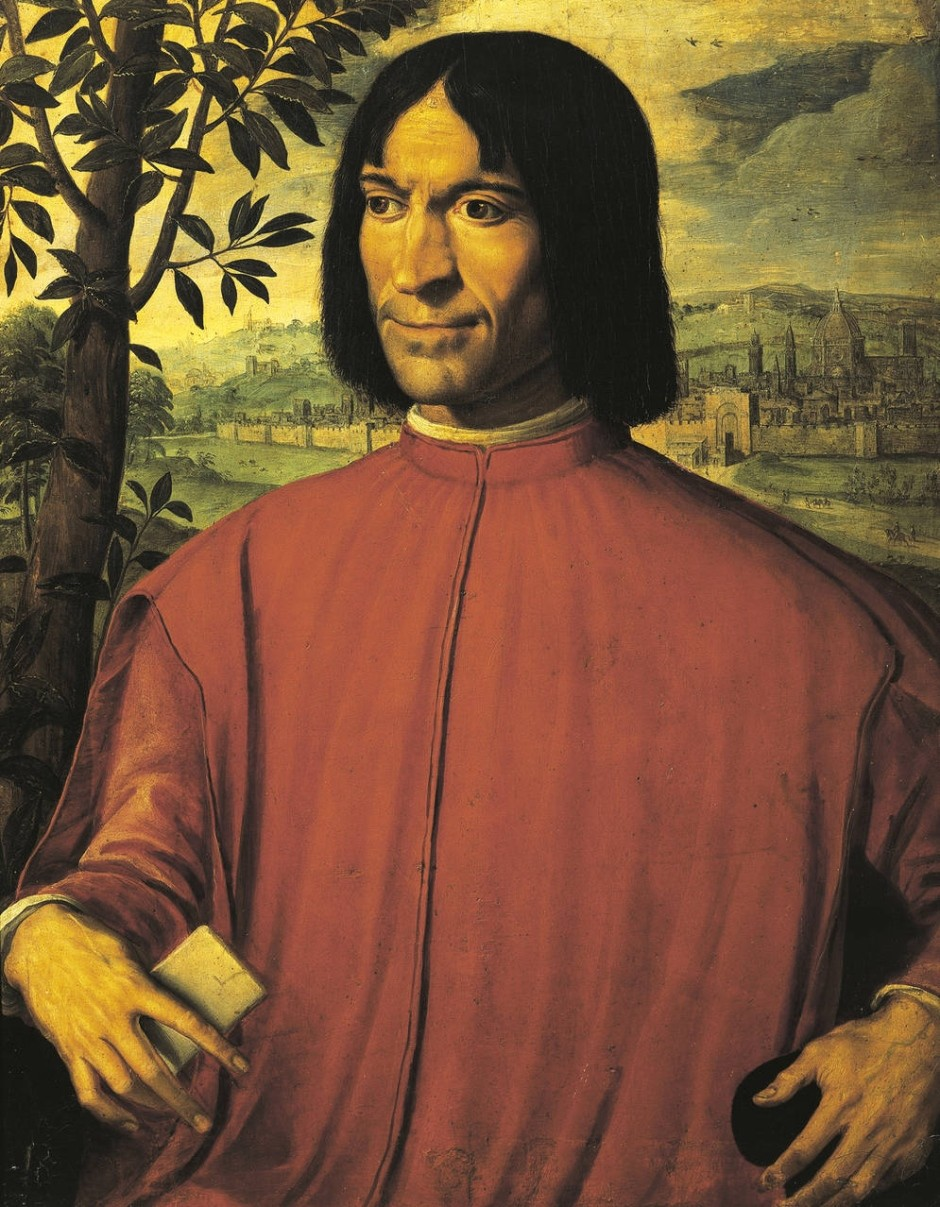
Laurent le Magnifique par Girolamo Macchietti.

La famille de Médicis est à l'origine une dynastie de banquiers établie à Florence, en Toscane. À son apogée, la banque des Médicis compte jusqu'à dix filiales : à Venise, Rome, Naples, Milan, Pise, Genève, Lyon, Avignon, Bruges et Londres.
La branche ainée descend de Cosme l'Ancien, Pierre Ier de Médicis et Laurent le Magnifique, son fils, pour s'achever par l'assassinat d'Alexandre le Maure en 1537. Le pouvoir passe alors à la branche cadette descendant de Laurent l'Ancien (frère cadet de Cosme l'Ancien), alors représentée par Cosme Ier de Médicis, qui accède au pouvoir en 1537. Les deux branches, associées à 32 familles patriciennes de Florence, forment au XVe siècle un clan qui accapare les leviers du pouvoir dans la ville en se posant en partisans du peuple contre l'oligarchie florentine, constituée de riches familles commerçantes (familles Albizzi, Alberti, Strozzi) à la tête des 7 Arts majeurs.
La famille Médicis s'éteint en 1737 en ligne masculine. Deux familles italiennes reprennent le nom : les Luigi de' Medici di Ottajano et les Medici Tornaquinci della Castellina.
Dans les arts, les Médicis sont une dynastie adepte du mécénat et du collectionnisme. Anne-Marie-Louise de Médicis, électrice douairière du Palatinat du Rhin, dernière représentante de la maison, lègue en 1743 sa collection à la ville de Florence, sous la condition que les trésors restent dans la ville, ce qui la transforme alors en une « gloire du Monde », comptant plus de 50 musées.

### Les origines

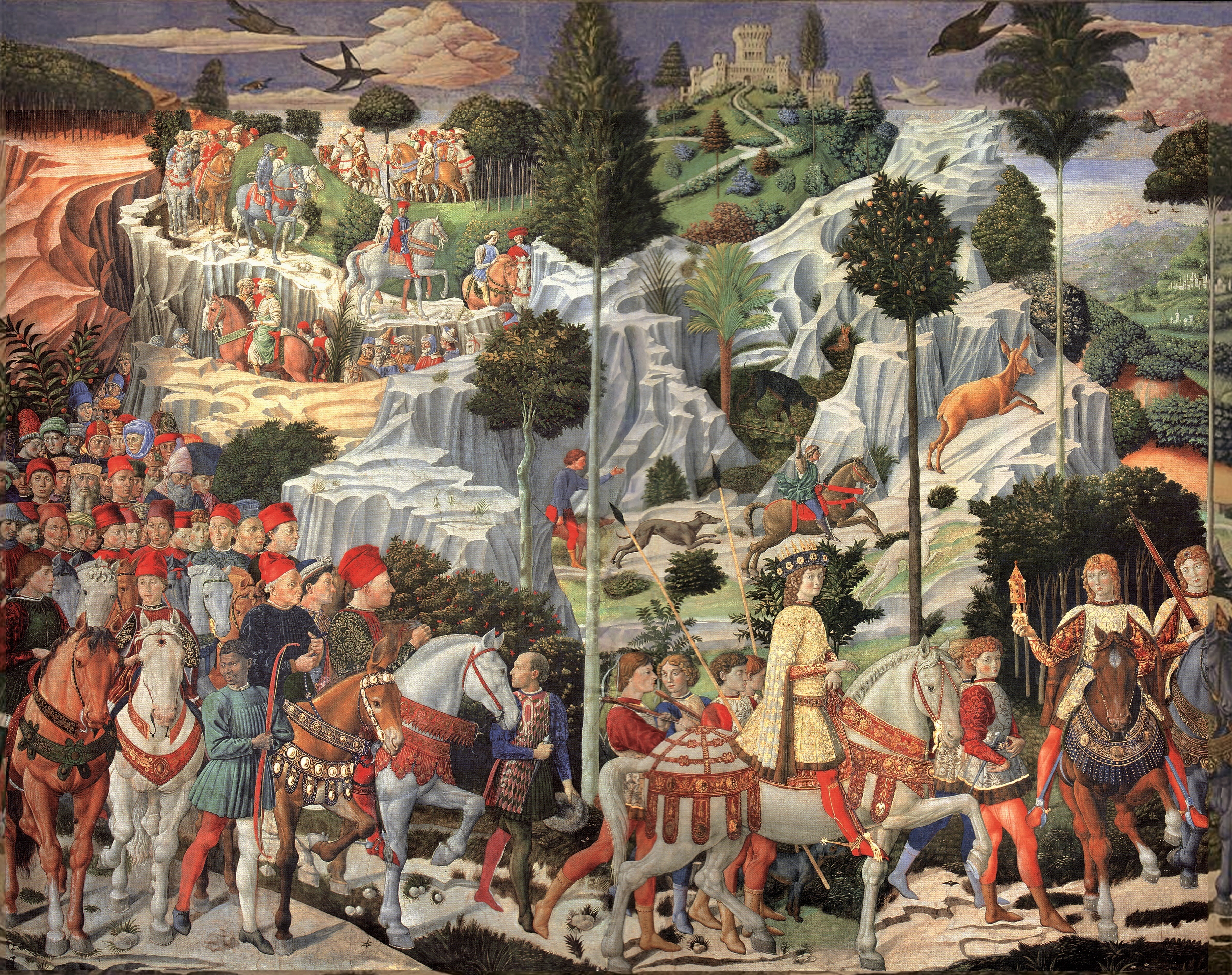
Fresque dans la chapelle des Mages de Benozzo Gozzoli de 1459 en l'honneur des Médicis sur le thème du voyage des Rois mages, figurant des membres de cette famille en parade dans la campagne de Toscane.

Cosme l'Ancien Medici reconnait les débuts modestes de sa famille, racontant que leur aïeul aurait été un médecin, d'où le nom Medici, et un apothicaire. Ainsi, les tourteaux ou besants de leurs armoiries représenteraient les pilules qu'il fabriquait dans son officine (cinq rouges pour le poumon, le foie, le cœur, l'estomac et les intestins, une bleue figurant la panacée).

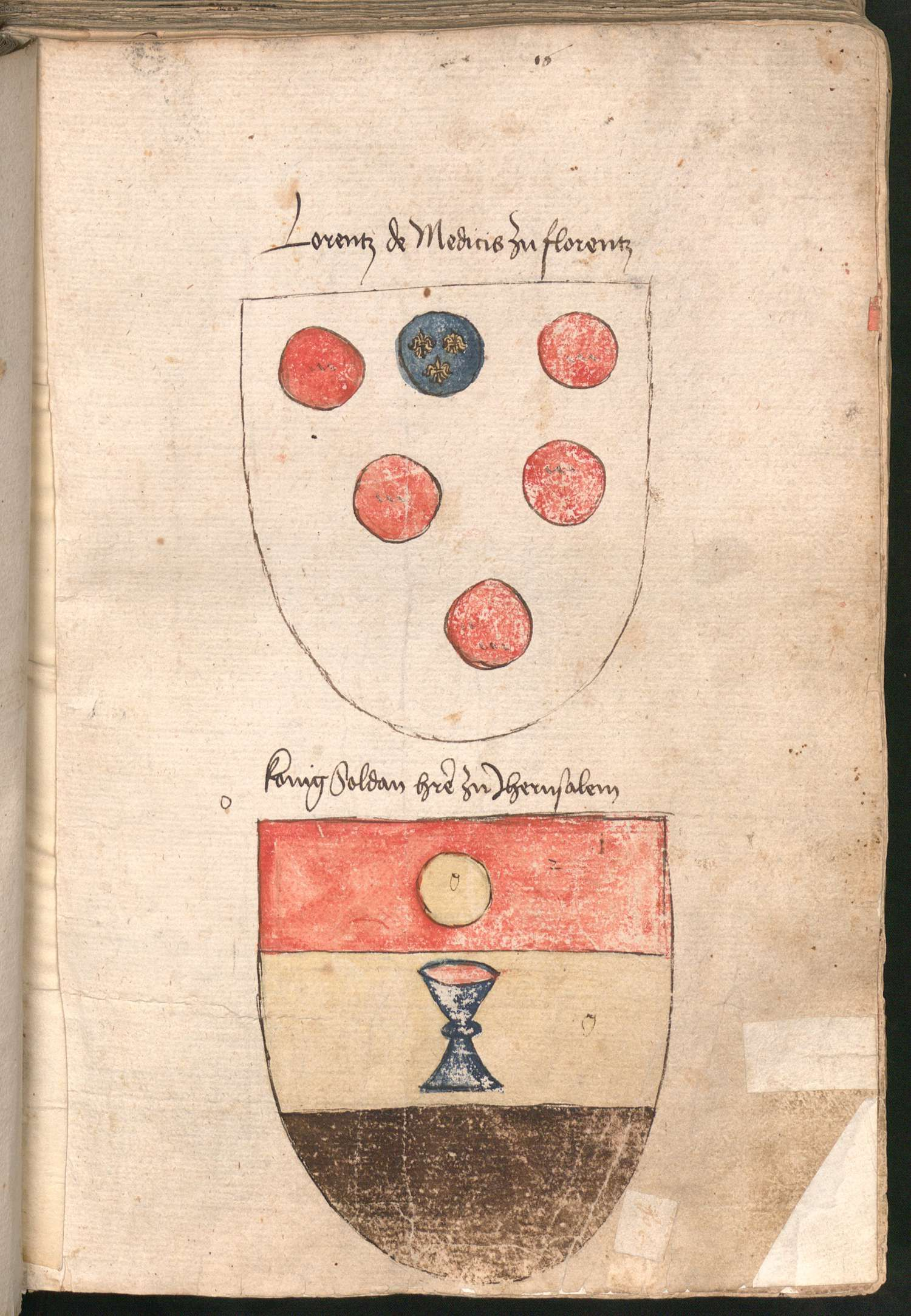
Blason originel des Médicis (en haut) avant 1494.

Les Médicis sont vraisemblablement originaires du Mugello, situé à 30 km au nord de Florence, où la famille possédait des terres agricoles. Ils ont probablement émigré à Florence au cours du XIIIe siècle, pour profiter de l'expansion économique que connaissait la « République des fleurs ». Ainsi, parmi les tout premiers Médicis dont il est possible de relever des traces, il apparaît que certains s'adonnent au change et à la banque. C'est le cas de Chiarissimo Medici, établi à Florence en 1201, leur plus vieil ancêtre connu, père d'Averardo de' Medici. Sans qu'on sache s'il doit être rattaché précisément à cette famille, on note un Francisco Medici qui prête en mars la somme extraordinaire de 1 348 300 florins d'or bon poids au comte de Savoie, Amédée VI.
Un Averardo di Averardo de' Medici [sic], mort à Florence en 1318, est élu gonfalonnier de justice pour la république en 1308 jusqu'en 1314. Il est le premier à accumuler d'importants avoirs financiers, suffisamment pour qu'il puisse prendre place au sein de l'oligarchie de la cité. L'un de ses fils est Salvestro de' Medici, dit Chiarissimo, mort à Florence en 1350, et qui fut ambassadeur de la république à Venise. En 1378, Salvestro propose une réforme élargissant le suffrage au sein de la république de Florence, s'attirant ainsi la sympathie de la population pour sa famille. Averardo est le père de Giovanni di Bicci de' Medici, fondateur de la puissance financière de la famille, qui influencera l'histoire de Florence et de la Toscane.
Jean fonde la banque des Médicis en 1397. Cette banque devient la plus importante d'Europe au milieu du XVe siècle. Giovanni diversifie aussi ses activités en faisant l'acquisition de deux ateliers de laine à Florence, alors industrie dominante de la ville. Le capital qu'il retirera de ses activités bancaires, qui s'étendent partout en Italie et même au-delà, permettra à ses successeurs d'asseoir leur influence politique. La croissance de la Banque sous Giovanni est telle qu'elle lui permettra de passer du rang de citoyen mineur à celui de second citoyen le plus riche de la République.

## La Seigneurie

### Cosmel'Ancien(1434-1464)
Le fondateur de la puissance ou de l'ascendant politique des Médicis est Cosimo il Vecchio (1389-1464) ou Cosme l'Ancien. Celui-ci, de retour d'exil en 1434, a défait l'oligarchie des Grands (le parti des Albizzi) et, tout en maintenant les apparences républicaines des institutions florentines, a assuré son contrôle sur la vie politique de Florence. S'appuyant sur les masses populaires favorables, l'essentiel de son système de contrôle reposait sur le clientélisme et sur la sélection des éligibles aux postes de magistratures. Il s'assurait ainsi de peupler les organes républicains d'hommes loyaux et redevables qui n'oseraient agir à l'encontre de ses désirs.
Outre son implication politique, Cosme continuait de gérer étroitement la banque familiale et la porta à son sommet. Il fut probablement, à une période de sa vie, l'homme le plus riche d'Europe, banquier des Papes et des Rois, mais aussi commerçant de produits de luxe et industriels dans le domaine de la laine et de la soie.
Ses ressources financières considérables lui permirent d'investir un montant important dans l'architecture, la sculpture, la peinture mais aussi dans la collection de pierres précieuses et d'objets d'orfèvrerie. Il s'intéressa également à la recherche de manuscrits anciens et récents, ce qui lui permit d'ouvrir la bibliothèque laurentienne, première bibliothèque publique d'Europe. Il est à l'origine du trésor des Médicis que chacun de ses successeurs enrichira.
Le palais de Cosme l'Ancien, le Palazzo Medici est un symbole important de la représentation du pouvoir à Florence. Cette architecture rappelant le Palazzo Vecchio laisse transparaître implicitement le pouvoir de ce personnage illustre. Pour les plus cultivés et les plus fins florentins de l'époque cette maison est un bijou de références culturelles avec par exemples des bustes dans le hall de réception du Palazzo.
En 1439, Cosme arrive à amener le Concile de Ferrare à Florence. Ce concile qui se déroule de janvier à août 1439 confère à Cosme un grand pouvoir au sein de la cité florentine. De plus ce concile amène un grand foisonnement culturel et religieux dans cette cité italienne.

### PierreIerle Goutteux(1464-1469)
La mort de Jean de Médicis (Giovanni) en 1463, frère de Pierre Ier de Médicis et fils de Cosme qui devait lui succéder, replaça Pierre (Piero), le fils aîné, dans une situation imprévue d'héritier à laquelle il n'était pas préparé. En effet, sévèrement atteint de goutte, il passait la majorité de son temps alité, c'est pourquoi le fils cadet était destiné à succéder au père. Toutefois, il montra beaucoup d'intelligence et fut un excellent diplomate quand il succéda à son père en 1464.
Il élimina l'opposition formée contre son pouvoir à la suite de l'échec d'un complot visant à l'éliminer et ses bonnes relations avec Louis XI lui valurent le privilège d'ajouter à la boule bleue de ses armes trois lys de la maison de France. Par contre, les finances et les affaires familiales, qui avaient commencé à décliner au cours des dernières années de la vie de Cosme, ne s'améliorèrent pas. Des problèmes de gestion et le peu d'expérience de Pierre Ier, s'ajoutant à une conjoncture peu favorable aux affaires, l'incitèrent à restreindre les activités financières des Médicis.
Il poursuivit l'œuvre de mécène entamée par son père et on lui attribue notamment la commande de la fresque La procession des Mages peinte par Benozzo Gozzoli où les membres de la famille Médicis sont représentés.
À sa mort en 1469, le pouvoir de la famille sur Florence était si bien assis que son fils Laurent, âgé d'à peine 20 ans, recueillit l'ascendant politique de ses prédécesseurs.

### Laurentle Magnifique(1449-1492)
Sous le gouvernement de Laurent le Magnifique (mécène avisé, poète à ses heures, stratège politique), Florence connaît son apogée. La République conserve ses institutions mais des réformes viennent achever de les vider de leur contenu et de leur sens. Laurent n'influence plus, il gouverne sans toutefois se comporter en despote.
À cette époque, Florence jouit d'une grande prospérité et représente un foyer intellectuel et artistique de premier plan.
La politique extérieure de Laurent est fondée sur le principe d'équilibre entre les États italiens pour assurer le maintien de la paix, essentielle au développement du commerce et des affaires. Cette politique pose toutefois problème au pape Sixte IV qui souhaite élargir l'État pontifical notamment en Toscane. C'est ainsi qu'un complot visant à éliminer Laurent et son frère cadet Julien s'élabore. Ce complot lie les Pazzi, rivaux bancaires des Médicis, et la papauté. La conjuration des Pazzi en avril 1478 se solde par l'assassinat de Julien tandis que Laurent n'est que légèrement blessé. Les Florentins en colère contre les assaillants s'adonnent à une répression qui fut, a-t-on dit, sanglante ce qui entraîne l'ouverture d'hostilités entre le Saint-Siège et son allié, le royaume de Naples, d'une part et la « ville des Fleurs », d'autre part. Laurent ne se tira de ce mauvais pas qu'en 1480 après avoir conclu un traité de paix dans une mission, souvent qualifiée de périlleuse, avec le roi de Naples qui avait la réputation d'être cruel. La paix ramenée fit croître la popularité de Laurent qui en profita pour affermir son pouvoir.
Il encourage les arts et les lettres mais ses efforts pour faire valoir le prestige des artistes florentins entraînent une certaine dispersion de ceux-ci au détriment de Florence.
Il enrichit le trésor familial mais ses ressources financières, beaucoup plus limitées que celles de son père et de son grand-père, ne lui permirent pas d'entreprendre de nombreux projets. En effet, la Banque des Médicis ne cessa de décliner du fait de l'inaptitude de Laurent à la gérer, du peu de temps qu'il y consacra mais aussi de la conjoncture qui est défavorable. Poète de talent, il fit des efforts pour valoriser la langue italienne comme langue de composition.
Il permit la propagation de l'excellence à la florentine dans le domaine de l'art en s'impliquant dans la vie de nombreux artistes, tels que Sandro Botticelli et Léonard de Vinci, commandant des œuvres aux uns et hébergeant les autres notamment Michel-Ange. L'émulation artistique mise en place au cœur même de Florence permit notamment la restauration du Palazzo Vecchio.
Sa mort prématurée en 1492 marque la fin de la première phase de l'histoire de la famille des Médicis, la plus glorieuse et celle où ils s'appuyaient, du moins en partie, sur le peuple pour tirer leur légitimité.

### Pierre IIl'Infortuné(1492-1494) et l'exil des Médicis (1494-1512)
Le gouvernement de Pierre II, fils aîné de Laurent, marque une rupture pour la famille. Celui-ci, considérant que les Médicis avaient acquis suffisamment de permanence, cesse de se soucier de l'opinion de ses soutiens et ne témoigne d'aucun respect pour ses conseillers et ses ancêtres dont il trouve la modestie risible.
L'intervention du roi de France Charles VIII en Italie en 1494 cause la chute du gouvernement de Pierre II sur Florence. Après avoir temporisé trop longtemps dans la neutralité, Pierre, devant l'avance des Français, se rend à des conditions jugées inacceptables par les Florentins qui chassent la famille de Florence.
Jusqu'en 1511, Florence traverse une période agitée : d'abord sous la théocratie mystique du frère dominicain Savonarole, puis sous Soderini, élu gonfalonier à vie en 1502. Cet épisode est souvent qualifié d'agonie de la république, alors que les dissensions internes ne permettent pas au gouvernement d'être stable et fort. Le retour des Médicis en 1512 avec le soutien de l'armée espagnole et du pape Jules II (ennemis des français auxquels se sont alliés les florentins) chasse Soderini et marque la fin de la république.
Après le bref interrègne du futur pape Léon X, Julien de Médicis devient le seigneur de Florence en 1513 jusqu'à sa mort, en 1516.

## Florence sous le contrôle des papes Médicis
Malgré la persistance des institutions républicaines semblables à celles du temps de Laurent le Magnifique, l'influence des Médicis sur la politique florentine est plus que déterminante particulièrement sous le contrôle des papes Médicis.
Dès son élection à la papauté en 1513 sous le nom de Léon X, Giovanni, second fils de Laurent, considère Florence comme son bien personnel au service de grandes ambitions. Il y délègue des membres de sa famille pour y faire respecter ses décisions.
Clément VII, Giulio, probablement fils illégitime de Julien, frère de Laurent, reprit, à son élection en 1523, les mêmes pratiques que son cousin et soutira de Florence les ressources dont il avait besoin. À la nouvelle du sac de Rome par les troupes impériales de Charles Quint en 1527, les Florentins se débarrassèrent à nouveau du joug des Médicis en chassant le cardinal Passerini délégué par le Pape pour gouverner Florence en son nom et au nom des deux jeunes Médicis bâtards, Hippolyto et Alessandro.
Du point de vue pontifical, le bilan du règne des Médicis est très mitigé. Si Léon X peut être dit en partie responsable d'un développement des lettres et des arts à Rome, ses goûts et son discernement peuvent être discutés et ses dépenses incontrôlées ont nui à la situation financière du Saint-Siège. Il eut aussi à gérer la crise de la réforme luthérienne. Vraisemblablement, il n'a pas saisi l'importance de l'événement et il ne put que consacrer la rupture une fois qu'il se fut décidé à agir en excommuniant Luther.
De son côté, Clément VII vécut le schisme anglican d'Henri VIII en refusant d'annuler son mariage, et sa réconciliation avec Charles Quint après le sac de Rome fit perdre à l'Italie son indépendance pour les siècles à venir ; elle passa sous le contrôle des impériaux.

## Ducs de Florence et grands-ducs de Toscane

### Alexandre de Médicis(1531-1537)
Cette réconciliation entre le pape Clément VII et l'Empereur Charles Quint permit aux Médicis de se rendre à nouveau maîtres de Florence en 1531 mais cette fois-ci en tant que Ducs. Le premier duc de Florence, Alexandre de Médicis (Alessandro), probablement fils illégitime de Clément VII, ne fut pas apprécié des Florentins. Il abandonna la gestion de l'État à quatre conseillers et mena une vie de débauche qui souleva l'indignation populaire. Il fut assassiné pour des raisons obscures, probablement à cause des dérèglements psychologiques de son assaillant, par son lointain cousin Lorenzino en 1537. Sa mort causa la fin de la première branche des Médicis à avoir gouverné Florence, celle de Cosme l'Ancien dite de Caffaglio.

« Les familles florentines ont beau crier, le peuple et les marchands ont beau dire, les Médicis gouvernent au moyen de leur garnison ; ils nous dévorent comme une excroissance vénéneuse dévore un estomac malade ; c’est en vertu des hallebardes qui se promènent sur la plate-forme, qu’un bâtard, une moitié de Médicis, un butor que le ciel avait fait pour être garçon boucher ou valet de charrue, couche dans le lit de nos filles, boit nos bouteilles, Casse nos vitres ; et encore le paye-t-on pour cela. »

— Lorenzaccio, Alfred de Musset, acte I, scène 2

### CosmeIer(1537-1574)

Couronne des grands-ducs Médicis.

L'oligarchie florentine à la mort d'Alessandro suggéra à l'Empereur Charles Quint, pour la succession au duché, Cosimo, fils de Jean des Bandes Noires de Médicis de la branche des Popolani et de Maria Salviati, petite-fille de Laurent le Magnifique par sa mère Lucrezia. L'oligarchie pensait trouver en lui un homme peu expérimenté qu'elle pourrait orienter et contrôler. Or Cosimo ne l'entendait pas ainsi et s'empressa de faire comprendre qu'il gouvernait seul. Son règne peut être ramené à quatre grands objectifs :
- la recherche d'indépendance du duché face au contrôle impérial,
- la recherche d'une plus grande unité et intégration entre Florence et les villes sous sa domination,
- l'éloignement des oligarques de la gestion du duché, en pratiquant le bannissement, l'emprisonnement et la torture des membres des familles patriciennes de Florence qui s'opposaient aux Médicis, ainsi qu'un système de très lourdes amendes financières et de spoliation des biens mobiliers et immobiliers de ces familles et leur remplacement par des familles favorables aux Médicis,
- la glorification de la maison des Médicis.

Il réussit à donner au duché une plus grande indépendance en chassant, par la négociation, les troupes impériales encore sur le territoire du duché de Toscane. Il est aussi à l'origine de la construction de l'État territorial de Toscane en favorisant l'intégration mais également à la suite de la conquête de la république de Sienne en 1555. Cosme Ier renforce militairement et économiquement le duché. C'est aussi lui qui entama les travaux de construction de la Galerie des Offices dans le but d'y rassembler tous les fonctionnaires et de pouvoir les surveiller.

### FrançoisIer(1574-1587)
François Ier (Francesco), fils de Cosme Ier, ne possède pas les qualités d'homme d'État de son père si bien qu'il abandonne la gestion du duché à ses ministres. Sa passion pour les sciences naturelles l'amène à passer plusieurs heures dans son laboratoire et ses expériences lui permirent de faire quelques découvertes importantes, notamment dans le domaine de la céramique. L'Accademia della Crusca, qu'il fonde en 1582, eut aussi un rôle majeur dans l'histoire linguistique de l'Italie puisqu'elle établit le toscan comme modèle de langue nationale. Le pouvoir était régi par Isabelle de Médicis jusqu'à sa mort, en 1572. De son union avec Jeanne d'Autriche ne survécurent que des filles, dont Marie qui deviendra reine de France, si bien qu'à sa mort en 1587, c'est son frère Ferdinand qui, abandonnant sa carrière ecclésiastique, lui succède.

### FerdinandIer(1587-1609)
Ferdinand Ier est souvent qualifié de dernier des Médicis méritant un peu de considération. Il fit des efforts pour éliminer la corruption dans l'administration du duché et pour favoriser le développement économique. Il instaura un système judiciaire plus équitable et moins arbitraire. Il se rapprocha de la France en épousant Christine de Lorraine, petite-fille de Henri II et de Catherine de Médicis (qui avait élevé la jeune fille et en fit son héritière) et participa grandement à la conversion d'Henri de Navarre (Henri IV) au catholicisme. À sa mort en 1609, ses efforts pour améliorer la situation du duché toscan ne furent pas poursuivis par ses successeurs et l'on ne peut que constater le déclin de la dynastie.

### Cosme II(1609-1621)
Cosme II, fils de Ferdinand Ier, prend la tête du duché en 1609 mais la maladie le confine au lit, ce qui le contraint à confier la gestion du duché à son Conseil composé de membres de sa famille dont sa mère, Christine de Lorraine, et sa femme, Marie-Madeleine d'Autriche. Les ministres de son père toujours en place permettent un moment au duché de conserver une situation acceptable. Son orgueil princier lui fit fermer les succursales de la Banque des Médicis toujours en activité puisque les affaires n'étaient pas dignes de son rang. Tout comme ses prédécesseurs, il poursuit l'œuvre familiale de mécénat mais celle-ci se résume bien souvent à l'auto-célébration de la maison des Médicis. Un de ses plus grands mérites est sans doute d'avoir accordé une constante protection à Galilée.

### Ferdinand II(1621-1670)
À la mort de Cosme II en 1621, son fils Ferdinand II n'a que dix ans, si bien que la régence est confiée de nouveau et conjointement à sa mère Marie-Madeleine d'Autriche et à sa grand-mère Christine de Lorraine. Elles abandonnent la gestion du duché aux ecclésiastiques, étant à la fois très pieuses et se sachant peu aptes aux affaires d'État. Lorsque Ferdinand monte sur le trône ducal, il s'empresse de réduire l'influence des gens d'Église sans toutefois parvenir à les soumettre à son autorité. Sa politique interne et externe est marquée par le souci d'éviter les confrontations. Sa neutralité perpétuelle le place dans une position de faiblesse que chacune des puissances exploite pour en tirer des concessions. La Toscane était devenue un acteur politique mineur. Son mécénat, particulièrement dans le domaine des arts dits mineurs (orfèvrerie, ébénisterie, mosaïque…), permet toutefois à Florence de garder un certain prestige même dans le déclin. Le long règne de son fils Cosme III pendant cinquante-trois ans n'améliore guère les choses.

### Cosme III(1670-1723)
Très pieux, Cosme III cesse d'accorder protection aux savants contre l'Inquisition et impose un mode de vie austère aux Florentins habitués aux fêtes. Il est préoccupé toute sa vie par le problème de sa succession d'abord parce que son mariage avec Marguerite-Louise d'Orléans étant très mal assorti, lui bigot et austère et elle joviale, il n'eut d'elle que trois enfants et le couple se sépara définitivement en 1675, ensuite parce que ses enfants ne purent avoir de descendance masculine. Son fils aîné, Ferdinand, atteint de la syphilis, meurt en 1713 sans avoir eu d'enfants de son mariage avec Violante-Béatrice de Bavière, sœur cadette de la dauphine de France et le mariage de son second fils, Jean Gaston de Médicis avec Anne-Marie-Françoise de Saxe-Lauenbourg, ne permet pas davantage d'assurer une descendance. Les grandes puissances s'opposèrent à ce que sa fille, Anne-Marie-Louise, veuve de l'Électeur palatin, lui succède et, dans une tentative ultime, il demanda à son frère Francesco Maria d'abandonner sa carrière ecclésiastique pour se marier (1708) mais son union ne permit pas plus la naissance d'un héritier. Cosme III mourut sans avoir réussi à assurer la continuité de la dynastie.

### Jean-Gaston(1723-1737)
Le règne du dernier Médicis grand-duc de Toscane, Jean Gaston de Médicis (Gian Gastone), dernier fils de Cosme III, se passa plutôt dans la tranquillité et fut bénéfique pour la Toscane. Il chassa les religieux des organes publics, instaura une justice plus rationnelle et sut choisir de bons ministres pour gouverner à sa place. Bien qu'il ait d'abord accepté comme successeur son lointain cousin le jeune infant Charles d'Espagne en 1731, la question de la succession au duché est fixée définitivement par les grandes puissances en 1736 : le duché passera dans les mains de la maison de Habsbourg-Lorraine par le biais du duc François III de Lorraine, futur époux de la fille et héritière de l'empereur Charles VI, Marie-Thérèse d'Autriche. Celui-ci s'installe à Florence en 1737 à la mort de Jean-Gaston.
Anne-Marie-Louise fut la dernière survivante de la lignée. Elle consacra les dernières années de sa vie aux œuvres charitables et à sa mort en 1743, elle légua le trésor familial à l'État toscan à condition que jamais rien ne quitte Florence et que les collections des Médicis soient mises entièrement à la disposition du public.

## Les reines de France

### Catherine de Médicis(1519-1589)
Fille de Laurent, duc d'Urbino, lui-même fils de Pietro le dernier des Médicis, seigneur de Florence, et fille de Madeleine de la Tour d'Auvergne, Catherine de Médicis épouse le second fils de François Ier en 1533. La mort du dauphin François en 1536 fait d'Henri l'héritier de François Ier à sa mort, ce qui se produit en 1547. La mort d'Henri II en 1559 et celle de son fils François II en 1560 font d'elle la régente du royaume pour son second fils Charles alors âgé de 10 ans seulement.
La régence de Catherine est marquée par les guerres de religion qui frappent alors durement la France et malgré toutes les oppositions qu'elle rencontre et tous les obstacles qui se dressent, sa conduite ne varie pas : son but est la préservation de l'unité du royaume et de l'autorité royale. C'est sous le règne de son fils Charles IX qu'a lieu le massacre de la Saint-Barthélemy (24 août 1572). Certains auteurs accusent d'ailleurs Catherine d'être à l'origine de la tuerie, mais cette théorie est très discutée.
Elle fut la mère de trois rois : François II, Charles IX et Henri III mais la mort de tous ses fils pose le problème de la succession en 1589. Selon la loi salique, le trône devrait échoir à Henri de Navarre époux de sa fille Marguerite, mais celui-ci est protestant.

### Marie de Médicis(1575-1642)
Marie de Médicis épouse Henri de Navarre en 1600 après qu'il se fut converti au catholicisme, qu'il eut été couronné roi de France et qu'il eut fait annuler son mariage avec Marguerite, fille de Catherine de Médicis. Elle met au monde six enfants dont trois fils. Elle est couronnée reine de France le 13 mai 1610 à Saint-Denis. Mais le lendemain, son mari est assassiné par Ravaillac. Elle exerce alors la régence pour son fils Louis XIII qui n'a que 9 ans.
Souhaitant avoir de bonnes relations avec l'Espagne, elle mène une politique catholique, avec le soutien du parti dit « des dévots », et remet partiellement en cause l'édit de Nantes. Elle conserve l'entourage de Florentins qui l'ont accompagnée en France, et accorde même beaucoup de pouvoirs à certains d'entre eux, notamment à Leonora Galigai et à son mari Concino Concini. Les anciens ministres sont renvoyés, et les parlementaires sont de moins en moins consultés, alors que des subsides très généreux sont accordés à des seigneurs frondeurs. Tout ceci mécontente une bonne partie de l'opinion publique, ainsi que le jeune Louis XIII. Ce dernier prend le pouvoir le 24 avril 1617 et fait assassiner Concini et chasse alors Marie de Médicis hors de Paris. S'ensuivent de nombreuses intrigues, qui aboutissent finalement à l'exil de Marie aux Pays-Bas espagnols en 1631, puis à Cologne où elle terminera sa vie en 1642.

## Les papes

### Léon X(1475-1521)
Second fils de Laurent le Magnifique et de Clarisse Orsini, pape de 1513 à 1521.

### Clément VII(1478-1534)
Fils illégitime de Julien de Médicis et de Fioretta Gorini (sa dernière maîtresse), pape de 1523 à 1534.

### Léon XI(1535-1605)
Second fils d'Ottaviano de Médicis et de Francesca Salviati (it), pape pendant 27 jours en 1605.

## Arbre généalogique des Médicis de 1360 à 1743
- Salvestro de Medicis (né en 1290)
  - Averardo de Medicis (né en 1320)
    - Jean (vers 1360-1429)
      - Antoine (mort en 1398)
      - Damien (mort en 1390)
      - Cosme « l'Ancien » (1389-1464)
        - Pierre Ier « le Goutteux » (1416-1469), seigneur de Florence
          - Maria (1455-1479) ∞ Leonetto de' Rossi
            - Luigi de' Rossi

          - Bianca (1445-1505)  ∞ Guglielmo de' Pazzi,
          - Lucrèce « Naninna » (1448-1493) ∞ Bernardo Rucellai
            - quatre enfants

          - Laurent Ier « le Magnifique » (1449-1492), seigneur de Florence
            - Lucrèce (1470-1553) ∞ Jacopo Salviati
              - huit enfants
              - Maria Salviati ∞ Jean des Bandes Noires
              - Francesca Salviati ∞ Octave de Médicis
                - 
                  - Léon (mort enfant)
                  -  Alexandre (1535-1605), pape sous le nom de Léon XI

            - Pierre II « le Malchanceux » (1471-1503), seigneur de Florence
              - Laurent II (1492-1519), duc d'Urbino
                -  Alexandre « le Maure » (1510-1537), duc de Florence
                  - Jules (en) (vers 1533-1600)
                    - Cosme (it) (vers 1550 – vers 1630)
                      - Angélique (vers 1609-1636) ∞ Giampietro Altemps

                  - Giulia (vers 1535 – vers 1588)
                  - Porzia (vers 1538-1565)

                - Catherine (1519-1589) ∞  Henri II, roi de France
                  - dix enfants

              - Clarisse (1493-1528) ∞ Philippe Strozzi
                - dix enfants

            - Madeleine (1473-1528) ∞ Franceschetto Cybo
            -  Jean (1475-1521), pape sous le nom de Léon X
            - Contessina (1478-1515) ∞ Piero Ridolfi
              - cinq enfants

            - Julien (1479-1516), duc de Nemours
              - Hippolyte (1511-1535)
                - Asdrubale de Médicis

          - Julien (1453-1478)
            -  Jules (1478-1534), pape sous le nom de Clément VII

        - Jean (1421-1463)
          - Cosimino (vers 1454 – vers 1459)

        - Charles (1428/1430-1492)

      - Laurent « l'Ancien » (vers 1395-1440)
        - Pierfrancesco « l'Ancien » (1430-1476)
          - Lorenzo « le Popolano » (1463-1503)
            - Pierfrancesco « le Jeune » (en) (1487-1525)
              - Laudomia (it) (vers 1510-1558) ∞ Alamanno Salviati puis Pierre Strozzi
                - au moins un enfant

              - Lorenzino (1514-1548) dit « Lorenzaccio »
              - Julien (1520-1588), archevêque d'Albi
              - Maddalena (it) (morte en 1583) ∞ Roberto Strozzi
                - huit enfants

            - Averardo (1488-1495)
            - Laudomia (it) ∞ Francesco Salviati
            - Ginevra (it) ∞ Giovanni degli Albizzi
              - quatre enfants

            - Vicenzo

          - Jean « le Popolano » (1467-1498)
            - Jean des Bandes Noires (1498-1526)
              -  Cosme Ier (1519-1574), grand-duc de Toscane
                - Bia (it) (1537-1542)
                -  François Ier (1541-1587), grand-duc de Toscane
                  - Éléonore (1566-1611) ∞ Vincent Ier de Mantoue
                    - six enfants

                  - Romola (1568-1568)
                  - Anne (1569-1584)
                  - Isabelle (1571-1572)
                  - Lucrèce (1572-1574)
                  - Marie (1575-1642) ∞  Henri IV, roi de France
                    - six enfants

                  - Antoine (1576-1621)
                  - Philippe (1577-1582)

                - Isabelle (1542-1576) ∞ Paolo Giordano Ier Orsini
                -  Jean (1543-1562), cardinal
                - Lucrèce (1545-1562) ∞ Alphonse II d'Este
                -  Ferdinand Ier (1549-1609), grand-duc de Toscane
                  -  Cosme II (1590-1621), grand-duc de Toscane
                    - Marie-Christine (1609-1632)
                    -  Ferdinand II (1610-1670), grand-duc de Toscane
                      -  Cosme III (1642-1723), grand-duc de Toscane
                        - Ferdinand III (1663-1713)
                        - Anne-Marie-Louise (1667-1743) ∞ Jean-Guillaume de Neubourg-Wittelsbach
                        -  Jean-Gaston (1671-1737), grand-duc de Toscane

                      -  François Marie (1660-1711), cardinal

                    -  Jean-Charles (1611-1663), cardinal
                    - Marguerite (1612-1679) ∞ Édouard Ier Farnèse
                    - Mathieu (1613-1667), gouverneur de Sienne
                    - François (1614-1634)
                    - Anne (1616-1676) ∞ Ferdinand-Charles d'Autriche
                    -  Léopold (1617-1675), cardinal

                  - Eléonore (1591-1617)
                  - Catherine (1593-1629) ∞ Ferdinand de Mantoue
                  - François (1594-1614)
                  - Charles (1595-1666)
                  - Philippe (1598-1662)
                  - Marie-Madeleine (1600-1633)
                  - Claude (1604-1648) ∞ Frédéric Ubaldo della Rovere puis Léopold V d'Autriche-Tyrol

                - Pierre (1554-1604)
                - Virginia (1568-1615) ∞ César d'Este
                  - dix enfants

## Principaux membres de la famille
- Cosimo il Vecchio (1389-1464), fondateur de la puissance ou de l'ascendant politique des Médicis
- Pierre Ier de Médicis (1416-1469), fondateur de la dynastie politique de la famille
- Laurent le Magnifique (1449-1492), dirigeant de Florence pendant l'Âge d'or de la Renaissance italienne
- Jean de Médicis (1475-1523), qui fut pape sous le nom de Léon X
- Jules de Médicis (1478-1534), qui fut pape sous le nom de Clément VII de 1523 à 1534
- Cosme Ier de Médicis (1519-1574), premier grand-duc de Toscane
- Alexandre de Médicis (1535-1605), qui fut pape sous le nom de Léon XI en 1605
- Catherine de Médicis (1519-1589), épouse d'Henri II, reine et régente de France
- Marie de Médicis (1575-1642), épouse d'Henri IV, reine et régente de France

## Armes

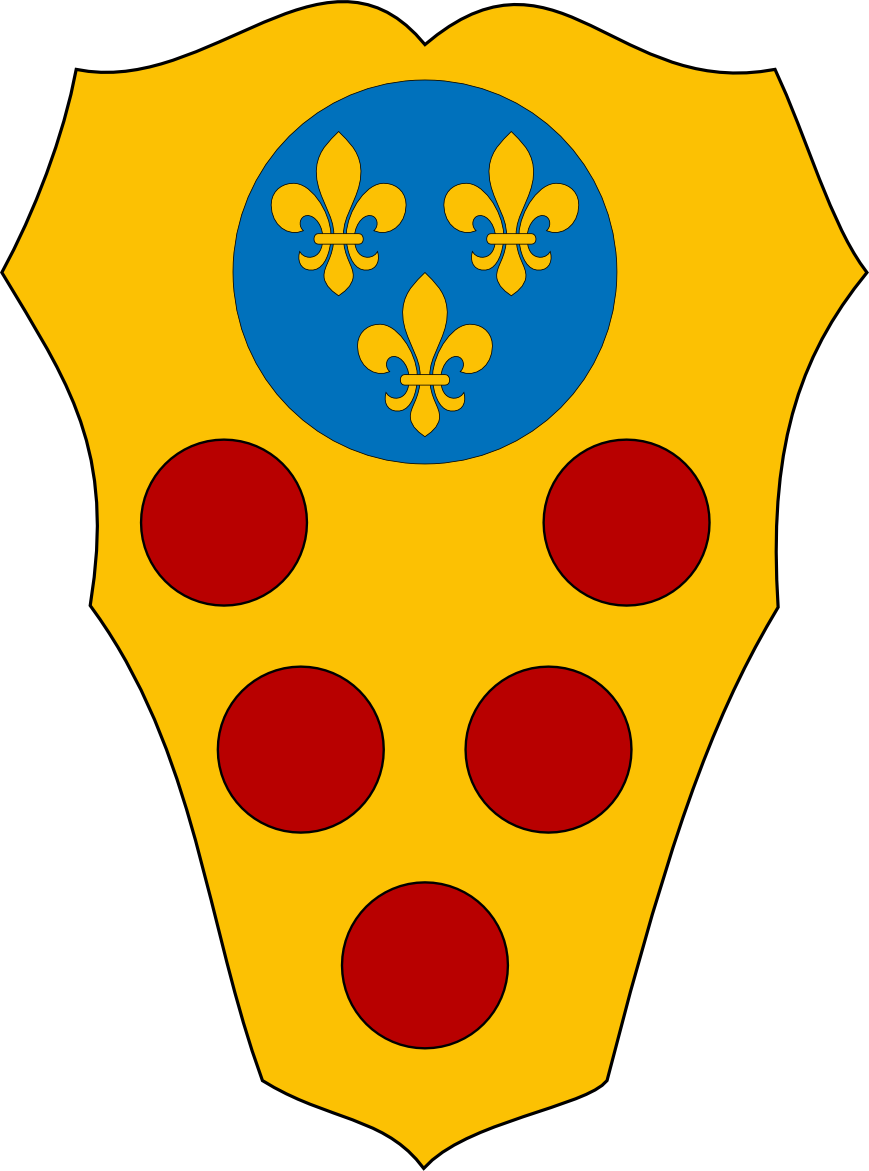
Armes Médicis

- D'or à six tourteaux mis en orle, cinq de gueules, celui en chef d'azur chargé de trois fleurs de lis d'or[8]

Laurent II de Médicis épouse en 1518, Madeleine de La Tour d'Auvergne, une Française de sang royal. De cette union naît Catherine de Médicis, reine de France.
Une théorie veut que ce blasonnement soit en fait spécifique aux seules Catherine et Marie de Médicis, en raison de la présence des trois fleurs de lis d'or (sur tourteau d'azur), emblème de la monarchie française, et que les vraies armes de la famille soient simplement D'or à six tourteaux de gueules voire D'or à cinq tourteaux de gueules et celui en chef d'azur.
Il semble néanmoins possible que le roi de France Louis XI ait autorisé les Médicis à arborer les lys de France en récompense :

« Nous, Louis, par la Grâce de Dieu, Roi de France, accordons par le présent acte à Pierre de Médicis et à ses héritiers et à ses successeurs nés et à naître de légitime mariage qu'il puisse, à présent, dans l'avenir et pour toujours avoir et porter sur leur blason trois fleurs de lys. »

— Louis XI, roi de France, 1465
Notes
- En toute rigueur héraldique, les meubles du blason des Médicis ne sont pas des tourteaux plats mais des boules.
- La signification des armes est incertaine d'autant plus que la forme de l'écu et le nombre de boules évolue (de onze initialement à six) à mesure que la famille s'enrichit[9] :
  - soit, comme le fondateur de la famille était apothicaire, elles représenteraient des pilules ;
  - soit, en raison des activités bancaires des Médicis, il s'agirait de la figuration d’un boulier.
  - Soit des foulons pour feutrer le drap de laine qui fit leur fortune à l'origine, en utilisant le battage du tissu par des boulets de pierre ou de bois dans le fouloir.

### Porteurs du nom
- Emílio Garrastazu Médici (1905-1985), président du Brésil entre 1969 et 1973 dans un contexte de gouvernement militaire dictatorial
- Luigi de' Medici (1759-1830), président du conseil des ministres du royaume des Deux-Siciles et descendant cognatique de la branche des Médicis de Naples (arrivée de Florence dans cette ville en 1567).